# ۸ مارس
۸ مارس در تقویم گرگوری، شصت و هفتمین (در سال‌های کبیسه شصت و هشتمین) روز سال است. ۲۹۸ روز تا پایان سال باقی است.

## مناسبت‌ها
- روز جهانی زنان

## رویدادها
- ۱۰۱۰ - حکیم ابوالقاسم فردوسی سرودن شاهنامه خود را که بیش از سی سال به طول انجامید، به اتمام رساند. (بسی رنج بردم در این سال سی عجم زنده کردم بدین پارسی)
- ۱۵۷۶ (میلادی) – دیه‌گو گارسیا دپالاسیو، کاشف اسپانیایی برای نخستین بار با بازمانده‌های تمدن مایا در شهر کوپان روبه‌رو می‌شود.
- ۱۶۱۸ - یوهانس کپلر قانون سوم حرکت سیاره‌ها را کشف کرد.
- ۱۷۲۲ (میلادی) – شاهنشاهی ایرانی صفوی در نبرد گلون‌آباد از سپاهی از افغان‌ها شکست می‌خورد و ایران وارد دورانی از هرج‌ومرج می‌شود.
- ۱۷۳۶ تاج‌گذاری نادرشاه افشار
- ۱۸۶۲ (میلادی) – جنگ داخلی آمریکا: آغاز نبرد دریایی هامپتون رودز.
- ۱۸۶۸ (میلادی) – واقعه ساکای: سامورایی ژاپنی ۱۱ دریانورد فرانسوی را در ساکای می‌کشند.
- ۱۹۱۱ - روز جهانی زنان را کلارا زتکین در کپنهاگ اعلام کرد.
- ۱۹۵۷ – بازگشایی کانال سوئز در مصر پس از عبور از بحران سوئز.
- ۱۹۷۴ – افتتاح فرودگاه شارل دوگل پاریس.
- ۱۹۷۹ - تظاهرات ۸ مارس ۱۳۵۷ در ایران

## زادروزها
- ۱۸۷۹ – اوتو هان دانشمند آلمانی برنده جایزه نوبل
- ۱۹۰۸ – ابراهیم العریض، شاعر و نویسندهٔ بحرینی.
- ۱۹۲۲ – لئون ژومو، دوچرخه‌سوار اهل بلژیک (د. ۱۹۸۰)
- ۱۹۶۲ – کیم اونگ یونگ، نابغه ی کره ای (د. ۱۹۶۲)

## درگذشت‌ها
- ۱۹۷۳ - محمد الاسود، نظامی فلسطینی. [۱]
- ۱۹۸۰ – احسان الجابری، سیاستمدار سوری.[۲]